# Franco Semioli
Franco Semioli (Cirié, Italia, 20 de junio de 1980) es un exfutbolista italiano. Jugaba de centrocampista.

## Biografía
Franco Semioli actúa como extremo derecho, aunque también puede jugar en la banda izquierda. 
Empezó su carrera futbolística en las categorías inferiores del Torino FC. En 1998 pasa a formar parte de la primera plantilla del club, aunque esa temporada solo disputa dos encuentros.
Para que ganara experiencia el club decide cederlo una temporada al Salernitana. A su regreso, en la temporada 2000-01, juega de forma más regular (16 partidos y un gol) y ayuda a su equipo a ascender a la Serie A. Debuta en la máxima categoría del fútbol italiano el 14 de octubre en un partido contra la Juventus.
Luego juega en calidad de cedido en el Ternana Calcio y en el Vicenza.
En 2003 ficha por el Chievo Verona.
En 2007 firma un contrato con su actual club, la Fiorentina, equipo que tuvo que realizar un desembolso económico de 6 millones de euros para poder hacerse con sus servicios.

## Selección nacional
Ha sido internacional con la Selección de fútbol de Italia en 3 ocasiones. Su debut con la camiseta nacional se produjo el 16 de agosto de 2006 en un partido contra Croacia (0-2), en el que fue el primer partido del seleccionador Roberto Donadoni.

## Clubes
| Club                    | País   | Año       |
| ----------------------- | ------ | --------- |
| Torino                  | Italia | 1998-1999 |
| Salernitana Calcio 1919 | Italia | 1999-2000 |
| Torino                  | Italia | 2000-2002 |
| Ternana Calcio          | Italia | 2002      |
| Vicenza Calcio          | Italia | 2002-2003 |
| Chievo Verona           | Italia | 2003-2007 |
| A.C.F. Fiorentina       | Italia | 2007-2009 |
| U.C. Sampdoria          | Italia | 2009-2012 |
| Vicenza                 | Italia | 2012-2013 |
| Chieri Calcio           | Italia | 2014-2016 |